# Sancho de Faro
Sancho de Faro  (Portugal, 1590 — 1644 ), Senhor de Alcoentre e Tagarro, foi um nobre português.

## Vida
Filho de D. Francisco de Faro, Conde do Vimieiro, e de D. Mariana de Sousa Guerra, neta de Martim Afonso de Sousa. Foi o segundo donatário da capitania de Itanhaém de 1645 a 1648.
Mesmo depois da  Restauração da Independência de 1 de Dezembro de 1640, que pôs fim à monarquia dualista da Dinastia Filipina iniciada em 1580, permaneceu fiel a Filipe IIIi de Portugal (IV de Espanha), vindo a morrer na Flandres ao serviço do mesmo rei em 1645.
Casou ca. 1632 com D. Isabela de Luna (morta depois de 1646) e foi pai de:
- D. Diogo de Faro e Sousa  (Bruxelas, 1633 —Lisboa, 1698). Senhor de Vimieiro, casado em 1658 com Francisca de Menezes de Noronha (morta em 1668). Seu sucessor como donatário da Capitania de São Vicente.[1][2]
- D. Mariana de Faro e Sousa, casada com Luís Carneiro de Sousa,  primeiro Conde da Ilha do Príncipe, (ca. 1610 —  ca. 1653)